# Тимина
Тимина — деревня в составе Юрлинского муниципального округа в Пермском крае.

## Географическое положение
Деревня расположена в восточной части района примерно в 19 километрах по прямой на северо-восток от села Юрла. Находится под деревней Пож и слева от Сергеева, а ещё по Липовой улице слева можно попасть в урочище Осинка.

## Климат
Климат умеренно-континентальный с суровой продолжительной зимой и теплым коротким летом. Самый холодный месяц — январь со среднемесячной температурой (-15,7 оС), самый теплый — июль со среднемесячной температурой (+17,6 оС). Продолжительность безморозного периода в среднем составляет 110 дней.

## История
До 2020 года входила в состав ныне упразднённого Усть-Зулинского сельского поселения Юрлинского района.

## Население
Постоянное население деревни было 89 человек (99 % русские) в 2002 году.
| 2010 |
| ---- |
| 74   |